# Dict.cc
dict.cc ist ein kostenloses, multilinguales Online-Wörterbuch. Zur Offline-Nutzung können die Wörterbücher als Textdateien heruntergeladen und in verschiedenen Programmen unter Windows, Apple iOS, Android und Palm OS genutzt werden. Die dict.cc GmbH hat ihren Sitz in der österreichischen Hauptstadt Wien.

## Geschichte
Die Website wurde im Jahr 2002 vom Österreicher Paul Hemetsberger (* 1977) ins Netz gestellt. Seine Vision ist es, in einigen Jahren hunderte von Sprachen bereitzustellen.
Anfang Februar 2005 stellte Paul Hemetsberger das Download-Angebot der Wortlisten unter den Bedingungen der freien GNU General Public License (GPL) ein. Später im Jahr veröffentlichte er sie wieder, aber seither unter einer proprietären Lizenz, die Benutzern nicht mehr dieselben Freiheiten einräumt. Trotzdem beließ er alle Beiträge von Benutzern, die zu dem damals GPL-lizenzierten Projekt beigetragen worden waren, in den Listen.

## Aufbau des Wortschatzes
Wie der Marktführer der Online-Wörterbücher, LEO, bietet dict.cc den Benutzern die Möglichkeit, selbst Begriffe zur Eintragung vorzuschlagen. Diese neuen Einträge werden dann – anders als bei LEO – nicht redaktionell, sondern durch ein mehrstufiges Validierungssystem von den Nutzern selbst geprüft. Somit kann jeder helfen, den Wortschatz zu verbessern.

## Sprachen
Den größten Wortschatz beinhaltet derzeit das Deutsch-Englisch-Wörterbuch, das seit Bestehen der Website existiert. Seit November 2009 stehen zusätzliche Sprachen zum Aufbau bereit, jeweils mit Übersetzungen ins Deutsche und Englische. Es gibt zurzeit weitere 52 Wörterbücher; dies sind in der Reihenfolge des verifizierten Wortschatzumfangs (absteigend): Schwedisch, Isländisch, Russisch, Rumänisch, Französisch, Italienisch, Slowakisch, Niederländisch, Portugiesisch, Latein, Finnisch, Spanisch, Ungarisch, Norwegisch, Bulgarisch, Kroatisch, Tschechisch, Ukrainisch, Dänisch, Türkisch, Polnisch, Esperanto, Serbisch, Albanisch, Griechisch und Bosnisch.
Das Interesse der Nutzer an der Aufnahme zusätzlicher Sprachen wird auf einer Wunschliste abgefragt, auf der sich Interessenten auch gleich mit ihrer E-Mail-Adresse als zukünftige Übersetzer bzw. Mitarbeiter eintragen können.

## Daten
Das Deutsch-Englisch-Wörterbuch ist mit seinen über 1.245.000 Übersetzungen (Stand: September 2022) umfangreicher als LEO. Die übrigen 50 Wörterbücher fassen zusammen insgesamt mehr als 2,0 Millionen (Stand: September 2022) verifizierte Übersetzungen. Dazu kommen über 1,3 Millionen Beugungen.
Zum Webangebot gehört weiterhin ein Forum mit über 36.530 beitragenden Nutzern und über 770.000 Postings. Es laufen 11 Server parallel, um die über 150 Millionen Seitenaufrufe pro Monat schnell genug bearbeiten zu können. (Stand: 15. März 2015)

## Sprachausgabe
Zu jedem Eintrag in den Sprachen Englisch und Deutsch lässt sich eine automatische Sprachausgabe mittels Sprachsynthese generieren. Außerdem haben die Benutzer die Möglichkeit, bei allen Einträgen selbst eine Sprachaufnahme zu erstellen. Das System ähnelt dabei dem des Wortschatzaufbaus. So sind über 1.361.600 verifizierte, von Muttersprachlern gesprochene Sprachaufnahmen entstanden (Stand: November 2021).

## Vokabeltrainer
Um Sprachkenntnisse zu verbessern, wird auch ein Vokabeltrainer angeboten, der leicht durch Einträge aus dem Wörterbuch ergänzt werden kann. Jedem Benutzer ist es zudem möglich, seine Vokabellisten öffentlich zugänglich zu machen, wodurch eine große Auswahl an Wortschatzabfragen verfügbar ist.